# مالك بن نويرة
هو أبو حنظلة مالك بن نويرة بن جمرة بن شداد اليربوعي التميمي، كان يلقب بالجفول لكثرة شعره. كان شاعرًا معدودًا في فرسان بني يربوع في الجاهلية وأشرافهم. أدرك الإسلام وأسلم، وولاَّه النبى ﷺ صدقات قومه (بني اليربوع).

## نسبه
- هو مالك بن نويرة بن حمزة بن شداد بن عبيد بن ثعلبة بن يربوع بن حنظلة بن مالك بن زيد مناة بن تميم بن مر بن أد بن طابخة بن إلياس بن مضر بن نزار بن معد بن عدنان.

## إسلامه
كان مالك بن نويرة قد استعمله النبي ﷺ على صدقات قومه، فلما توفي رسول الله، امتنع من دفع الزكاة إلى أبي بكر.

## سيرته
كان مالك بن نويرة من كبار بني يربوع من بني تميم، وصاحب شرف رفيع وأريحية عالية بين العرب، حتى ضرب به المثل في الشجاعة والكرم والمبادرة إلى إسداء المعروف والأخذ بالملهوف. كانت له الكلمة النافذة في قبيلته، حتى أنه لما أسلم ورجع إلى قبيلته وأخبرهم بإسلامه، وأعطاهم فكرة عن جوهر هذا الدين الجديد، أسلموا على يديه جميعاً ولم يتخلف منهم رجل واحد.
ويؤكد ابن الأثير هذا المعنى، إذ يصفه في الكامل في التاريخ بقوله:
كان قد نال منزلة رفيعة لدى النبي حتى نصّبه وكيلاً عنه في قبض زكاة قومه كلها، وتقسيمها على الفقراء، وهذا دليل وثقاته واحتياطه وورعه.

## قصة مقتله
بعد وفاة الرسول أرتدت بعض القبائل عن الإسلام ومنهم قبيلة مالك بن نويرة، ويذكر أنه قال لقومه: «يا بني تميم، إنكم قد علمتم بأن محمد بن عبد الله كان قد جعلني على صدقاتكم قبل موته، وقد هلك محمد ومضى لسبيله ولا بد لهذا الأمر من قائم يقوم به، فلا تطمعوا أحدا في أموالكم، فأنتم أحق بها من غيركم»، فلامه بعض قومه على ذلك، وحمد بعضهم وسدد له رأيه، فأنشأ مالك يقول:
وبلغ شعره وكلامه أبا بكر والمسلمين، وكانت وصية أبي بكر أن يؤذنوا إذا نزلوا منزلًا فإن أذن القوم فكفوا عنهم وإن لم يؤذنوا فقاتلوهم وإن أجابوكم إلى داعية الإسلام فاسألوهم عن الزكاة فإن أقروا فاقبلوا منهم وإن أبوا فقاتلوهم. فجاءت خيل خالد بن الوليد بمالك بن نويرة في نفر من بني ثعلبة بن يربوع فاختلفت السرية فيهم وكان فيهم أبو قتادة فكان فيمن شهد أنهم قد أذنوا وأقاموا وصلوا فلما اختلفوا أمر بهم فحبسوا في ليلة باردة لا يقوم لها شيء فأمر خالد مناديًا فنادى: «أدفئوا أسراكم»، وهي في لغة قبيلة كنانة القتل وكنانة قبيلة خالد، فظن القوم أنه أراد القتل ولم يرد إلا الدفء فقتلوهم، فقتل ضرار بن الأزور مالكًا. وتزوج خالد أم تميم امرأة مالك.
وغاية ما يقول العلماء عن قصة مالك بن نويرة أن خالد بن الوليد تأول فأخطأ، لا سيما أن مالك بن نويرة منع الزكاة بعد موت رسول الله ﷺ ومنع قومه من دفع الزكاة إلى أبي بكر فضلاً عن علاقة مشبوهة واضحة تمت بينه وبين سجاح التي ادعت النبوة. يقول الذهبي: «فالقوم لهم سوابق وأعمال مكفرة لما وقع بينهم وجهاد محّاء وعبادة ممحّصة ولسنا ممن يغلو في أحد منهم ولا ندعي فيهم العصمة.»
يرى البعض أن الروايات الموجودة في السير يجب أن تدقق ويعرف سندها ورواتها. وهذا ما ذكره ابن حجر في الإصابة حيث قال: وأمّا أنه تزوج بامرأة مالك بن نويرة فهذا لا يصح، لأن إسناده منقطع.
ويذكر أنه دارت محاورة بين مالك بن نويرة وخالد بن الوليد، فقال مالك: "أتقتلني وأنا مسلم أصلي إلى القبلة؟ فقال خالد: لو كنت مسلمًا لما منعت الزكاة، ولا أمرت قومك بمنعها، والله ما نلت ما في مثابتك حتى أقتلك، وفي رواية أنه قال: "أنا آتي الصلاة دون الزكاة فقال له خالد: أما علمت أن الصلاة والزكاة معًا، لا تقبل واحدة دون الأخرى؟ فقال مالك: قد كان صاحبكم يقول ذلك - يقصد النبي محمد -  قال خالد: أوما تراه لك صاحبًا؟ والله لقد هممت أن أضرب عنقك.
في حين تذكر مراجع أخرى نسخة مختلفة، حيث يقول الواقدي في كتاب «الردة»:
« ثم قدم خالد مالك بن نويرة ليضرب عنقه، فقال مالك: (أتقتلني وأنا مسلم أصلي القبلة)، فقال له خالد: (لو كنت مسلما لما منعت الزكاة ولا أمرت قومك بمنعها، والله لما قلت بما في منامك حتى أقتلك) . قال: فالتفت مالك بن نويرة إلى امرأته فنظر إليها ثم قال: (يا خالد، بهذا تقتلني) . فقال خالد: (بل لله أقتلك برجوعك عن دين الإسلام/ وجفلك لإبل الصدقة، وأمرك لقومك بحبس ما يجب عليهم من زكاة أموالهم)، قال: ثم قدمه خالد فضرب عنقه صبرا. فيقال إن خالد بن الوليد تزوج بامرأة مالك، ودخل بها، وعلى ذلك أجمع أهل العلم.» , قال ابن سلام: «والمجمع عليه أن خالدا حاوره ورادَّه، وأن مالكا سمح بالصلاة والتوى بالزكاة».
وأما رأي ابن تيمية: ثم يقال: غاية ما يقال: في قصة مالك بن نويرة: إنه كان معصوم الدم، وإن خالدًا قتله بتأويل، وهذا لا يبيح قتل خالد... ومعلوم أن خالدًا قتل مالك بن نويرة; لأنه رآه مرتدًا... وبالجملة: فنحن لم نعلم أن القضية وقعت على وجه لا يسوغ فيها الاجتهاد، والطعن بمثل ذلك من قول من يتكلم بلا علم، وهذا مما حرمه الله ورسوله. اهـ
كما يقول ابن كثير في «البداية والنهاية»:«فيقال: إن الأسارى باتوا في كبولهم في ليلة باردة شديدة البرد، فنادى منادي خالد أن دافئوا أسراكم. فظن القوم أنه أراد القتل، فقتلوهم، وقتل ضرار بن الأزور مالك بن نويرة، فلما سمع خالد الواعية خرج وقد فرغوا منهم، فقال: إذا أراد الله أمرا أصابه. واصطفى خالد امرأة مالك بن نويرة، وهي أم تميم ابنة المنهال، وكانت جميلة، فلما حلّت بنى بها. ويقال: بل استدعى خالد مالك بن نويرة فأنبه على ما صدر منه من متابعة سجاح، وعلى منعه الزكاة، وقال: ألم تعلم أنها قرينة الصلاة؟ فقال مالك: إن صاحبكم كان يزعم ذلك. فقال: أهو صاحبنا وليس بصاحبك؟ ! يا ضرار، اضرب عنقه. فضرب عنقه، وأمر برأسه فجعل مع حجرين، وطبخ على الثلاثة قدرا، فأكل منها خالد تلك الليلة ليرهب بذلك الأعراب من المرتدة وغيرهم. ويقال: إن شعر مالك جعلت النار تعمل فيه إلى أن نضج لحم القدر، ولم يفرغ الشعر لكثرته. وقد تكلم أبو قتادة مع خالد فيما صنع، وتقاولا في ذلك، حتى ذهب أبو قتادة فشكاه إلى الصديق، وتكلم عمر مع أبي قتادة في خالد، وقال للصديق: اعزله، فإن في سيفه رهقا. فقال أبو بكر: لا أشيم سيفا سله الله على الكفار. وجاء متمم بن نويرة فجعل يشكو إلى الصديق خالدا، وعمر يساعده وينشد الصديق ما قال في أخيه من المراثي، فوداه الصديق من عنده.»